# Hydraulische vloeistof
Een hydraulische vloeistof is een vloeistof die gebruikt wordt om energie of kracht(en) over te brengen, als doel op zich (bijvoorbeeld remvloeistof in een remleiding), of als onderdeel van een groter (regel)systeem (zie hieronder: 'Toepassingen'). 
De term verwijst naar het fysische doel en niet naar de chemische samenstelling van de hydraulisch aangewende vloeistof. Vloeistoffen die voor krachtoverbrenging gebruikt worden, zijn bijvoorbeeld: bis(2-ethylhexyl)ftalaat, tributylfosfaat, hexyleenglycol en 2-propoxyethanol.
Deze vloeistoffen moeten aan bepaalde fysische eigenschappen voldoen, afhankelijk van de toepassing.
Die eigenschappen houden voornamelijk verband met: viscositeit, stolpunt, kookpunt, dichtheid, samendrukbaarheid, vlampunt en eigenschappen in verband met het tegengaan van corrosie van de materialen waarmee de gebruikte vloeistof in contact komt.
De benaming ´hydraulische vloeistof´ (zie 'hydraulica' voor de woordafleiding) is eigenlijk een pleonasme, maar wordt in de techniek veel gebruikt. 

## Specificaties

### Volgens DIN 51502[1][2]
HL: Met additieven om de corrosiebescherming en verouderingsbestendigheid te verbeteren. Gebruikt in hydraulische systemen die geen eisen stellen aan slijtbescherming.
HLP: Met additieven om de corrosiebescherming en verouderingsbestendigheid te verbeteren. Geschikt voor de meeste toepassingsgebieden en componenten.
HLPD: Zoals HLP, maar ook gebruikt in systemen waarin vaste of vloeibare verontreinigingen tijdelijk gesuspendeerd moeten worden.
HVLP: Met additieven om de corrosiebescherming en verouderingsbestendigheid te verbeteren, om schuurslijtage in gebieden met gemengde wrijving te verminderen en om het viscositeit-temperatuurgedrag te verbeteren. Gebruikt in systemen die in een breed temperatuurbereik werken.
HVLPD: Zoals HVLP, maar ook gebruikt in systemen waarin vaste of vloeibare verontreinigingen tijdelijk gesuspendeerd moeten worden.

## Toepassingen
- Cybernetica
- Hydraulische krik
- Regelsystemen
- Stuurbekrachtiging